# 西昌市第一中学
西昌市第一中学，简称西昌一中，是位於四川省凉山彝族自治州西昌市滴水岩街的普通型高級中等學校。緊鄰涼山州氣象局。前身為創立於光緒20年的研經書院，1959年由西昌中學和西昌女子中學合併而來。於1980年改為現稱。

## 校舍

### 主要建築物
- 至善樓
- 逸夫樓

（以上兩者為教室所在地）
- 弘毅樓（教室、實驗室及機房所在地）
- 藝術樓（部分教室借予西昌市第四小學六年級學生使用）
- 運動館
- 知味堂（食堂）
- 君竹公寓（男生宿舍）
- 蘭蕙公寓（女生宿舍）

其中，逸夫樓與至善樓間結構相連通。
但兩者有樓層上的差異。（至善樓有五樓而逸夫樓僅有四樓）

### 多媒體會議廳
- 廣益廳（學校行政事務處理地點）
- 積力廳（又稱階梯教室）（大型會議舉辦地）

兩個多媒體會議廳均在弘毅樓結構內。

## 學校刊物
西昌一中的校刊名為《The First》，內容主要為學生投稿的文學/攝影/評論以及由校刊採訪部製作的學校名人訪談作品。由學校校刊編輯部負責製作。

## 著名校友

### 科學界
- 李存光：中国社科院研究生院中国文化系主任、国际交流与合作中心主任
- 王紹虎：中国社会科学院合肥分院院長

### 醫學界
- 劉淑雲：中国出生缺陷中心副主任、中华医学会全国围产医学会委员

### 文學界
- 葉延濱：當代詩人及作家

### 傳媒界
- 王小丫：中国中央电视台主持人
- 沙馬阿果：中国中央电视台主持人

### 其他
- 吉傑：歌手